# Kaple svaté Máří Magdaleny (Vokov)
Kaple svaté Máří Magdaleny je drobná barokní stavba ve Vokově, části obce Třebeň, v okrese Cheb, v Karlovarském kraji. Nachází se na okraji pole u levého břehu Ohře při frekventované cyklostezce Ohře z Chebu do Karlových Varů. Byla postavena nedaleko starého brodu přes řeku, který nahradil silniční most. Od roku 2004 je kaple chráněna jako kulturní památka.

## Historie

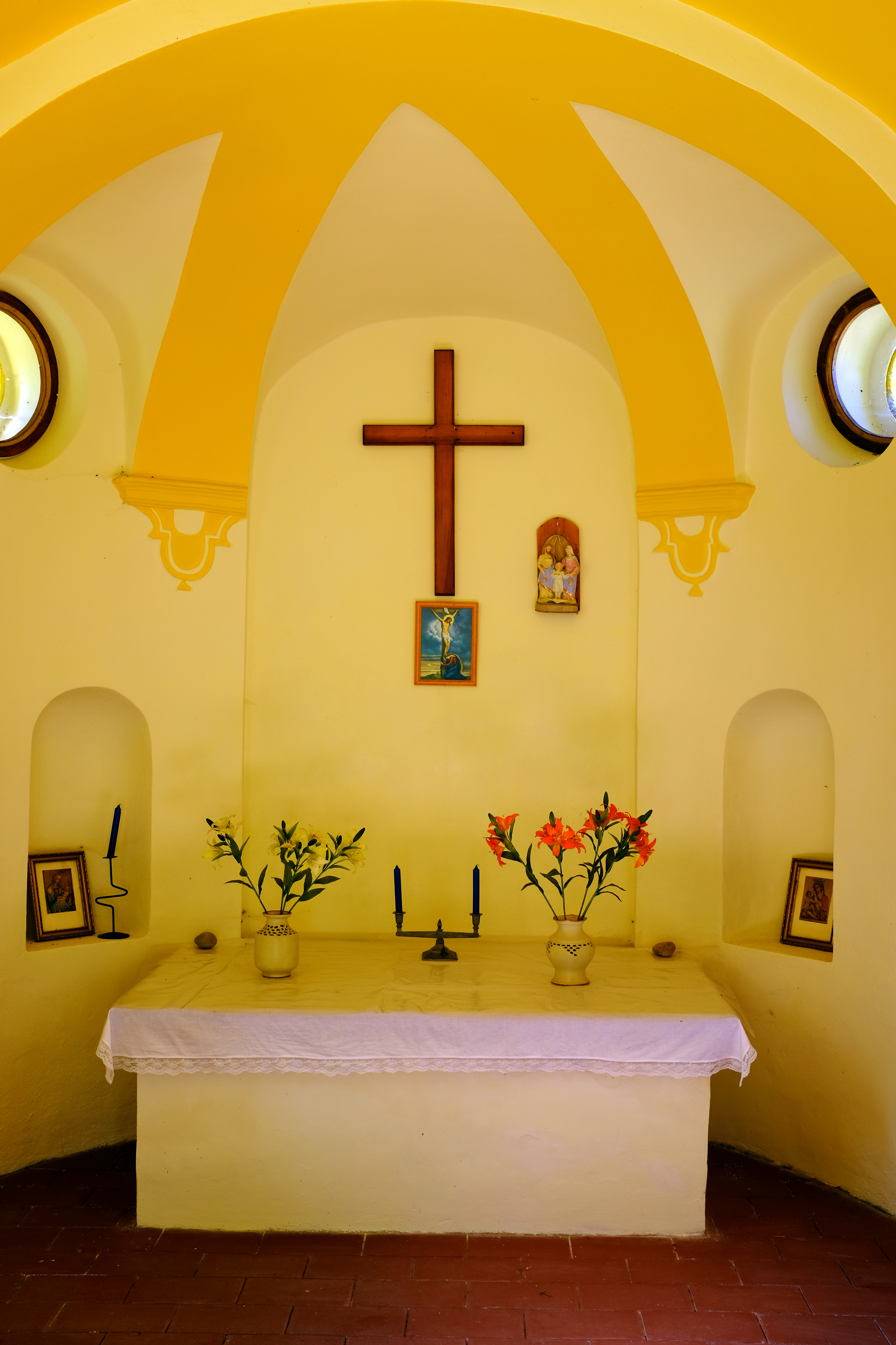
Interiér kaple

Údaje o vzniku kaple chybí, byla postavena nejspíš v polovině 18. století, možná v roce 1768. Od vysídlení německého obyvatelstva po druhé světové válce kaple trvale chátrala. Teprve po sametové revoluci se začalo uvažovat o její záchraně. Projekt obnovy kaple vypracoval podle původních podkladů chebský architekt Luděk Vystyd. V roce 1998 byla provedena citlivá oprava, která kapli zachránila před úplnou devastací. Obnovená kaple si zachovala uměleckou kvalitu ve své původní podobě. V následujících letech došlo k úpravě jejího bezprostředního okolí.

## Stavební podoba
Architektonicky je kaple jednoduchou zděnou stavbou obdélného půdorysu s půlkuhovým závěrem. Střecha kaple je sedlová, jednostranně zvalbená. Je kryta střešní krytinou z bobrovek. Fasády jsou členěny pilastry, šambránami a profilovou korunní římsou. Na klenáku portálu je zdobný reliéf. Nad ním se nachází rozeklaný fronton s nikou. Mezi pilastry volutového štítu je umístěna kruhová kartuš s paprsčitou svatozáří. Vnitřní prostor je prosvětlen okny s půlkruhovými záklenky a volskými oky v závěru kaple. Loď má valenou klenbou s výsečemi. V patě klenby jsou konzolové římsy s čabrakami. Proti vstupu je široká obloukově sklenutá nika a dvojice menších výklenků. Před výklenky je pod kruhová okna umístěn zděný stolec, který byl dříve součástí oltářní mensy. Vchod do kaple a okna jsou opatřeny kovanými mřížemi, které zhotovil chebský kovář Jiří Čada. Kaple je spolu s nedalekou sochou svatého Jana Nepomuckého poslední památkou na zaniklý Vokov.